# Ata-Malik Juvaini
 (juin 2021).
Si vous disposez d'ouvrages ou d'articles de référence ou si vous connaissez des sites web de qualité traitant du thème abordé ici, merci de compléter l'article en donnant les références utiles à sa vérifiabilité et en les liant à la section « Notes et références ».
 (juin 2021).
La mise en forme du texte ne suit pas les recommandations de Wikipédia : il faut le « wikifier ».
Les points d'amélioration suivants sont les cas les plus fréquents. Le détail des points à revoir est peut-être précisé sur la page de discussion.
- Les titres sont pré-formatés par le logiciel. Ils ne sont ni en capitales, ni en gras.
- Le texte ne doit pas être écrit en capitales (les noms de famille non plus), ni en gras, ni en italique, ni en « petit »…
- Le gras n'est utilisé que pour surligner le titre de l'article dans l'introduction, une seule fois.
- L'italique est rarement utilisé : mots en langue étrangère, titres d'œuvres, noms de bateaux, etc.
- Les citations ne sont pas en italique mais en corps de texte normal. Elles sont entourées par des guillemets français : « et ».
- Les listes à puces sont à éviter, des paragraphes rédigés étant largement préférés. Les tableaux sont à réserver à la présentation de données structurées (résultats, etc.).
- Les appels de note de bas de page (petits chiffres en exposant, introduits par l'outil «  Source ») sont à placer entre la fin de phrase et le point final[comme ça].
- Les liens internes (vers d'autres articles de Wikipédia) sont à choisir avec parcimonie. Créez des liens vers des articles approfondissant le sujet. Les termes génériques sans rapport avec le sujet sont à éviter, ainsi que les répétitions de liens vers un même terme.
- Les liens externes sont à placer uniquement dans une section « Liens externes », à la fin de l'article. Ces liens sont à choisir avec parcimonie suivant les règles définies. Si un lien sert de source à l'article, son insertion dans le texte est à faire par les notes de bas de page.
- La présentation des références doit suivre les conventions bibliographiques. Il est recommandé d'utiliser les modèles {{Ouvrage}}, {{Chapitre}}, {{Article}}, {{Lien web}} et/ou {{Bibliographie}}. Le mode d'édition visuel peut mettre en forme automatiquement les références.
- Insérer une infobox (cadre d'informations à droite) n'est pas obligatoire pour parachever la mise en page.

Pour une aide détaillée, merci de consulter Aide:Wikification.
Si vous pensez que ces points ont été résolus, vous pouvez retirer ce bandeau et améliorer la mise en forme d'un autre article.

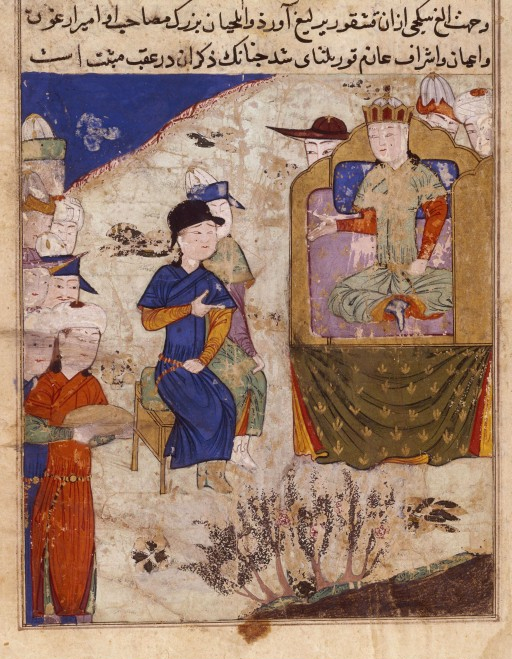
Audience de Juvaini devant Möngke

Ata-Malek Juvaini (1226-1283) était un historien persan proche des ilkhans mongols. Il a écrit une histoire de l'Empire mongol intitulée Ta'rikh-i Jahan-Gusha (Histoire du Conquérant du monde).
Il est né à Juvain (en), une ville du Khorasan, du nord-est de l’Iran, dans une noble et ancienne famille qui s’est ralliée aux Mongols.
Son père est ministre d'Arghoun Agha, gouverneur du Khorasan et de l’Irak. Juvaini l’accompagne quand, aux côtés d’Arghoun, ll se rend à la cour de Mongka. Juvaini séjourne à Karakorum de mai 1252 à septembre 1253. Là, il entreprend la rédaction de l'Histoire du Conquérant du monde.
Juvaini devient un fonctionnaire important de l'empire mongol. Il accompagne l'Ilkhan Hulagu en 1256 lors de la prise d'Alamut et en 1258 lors du sac de Bagdad. L'année suivante il est nommé gouverneur de Bagdad, de la Basse-Mésopotamie, et du Khouzistan.
Vers 1282, Juvayni assiste à une quriltai, ou assemblée mongole, qui se tient dans les pâturages d'Ala-Taq, au nord-est du lac Van.
Il meurt l'année suivante à Mughan ou Arran en Azerbaïdjan La position de Juvayni à la cour et ses relations familiales lui ont permis d'obtenir des informations auxquelles les autres historiens n'avaient pas accès.
L'œuvre de Juvaini est publiée sous le titre « Ta’rikh-i Jahan-Gusha », éd. Mirza Muhammad Qazwini, 3 vol, Gibb Memorial Series 16 (Leyde et Londres, 1912-1937). Une traduction en anglais par John Andrew Boyle (en) de L'histoire du Conquérant du monde est publiée en 1958.
Pour des raisons inconnues (probablement en lien avec les charges qu'il devait avoir en lien avec sa position à la cour), l'histoire de Juvayni se termine en 1260, plus de vingt ans avant sa mort.

## Sa vie
Ala-ad-Din 'Ata-Malik Juvaini (1226-1283) est né, selon toute probabilité, en l'an 1226. C'est la date donnée par l'historien syrien Dhahabi et elle concorde avec la déclaration de Juvaini lui-même selon laquelle lorsqu'il a commencé à travailler sur son histoire, c'est-à-dire pendant sa résidence à Qara-Qorum entre mai 1252 et septembre 1253, il était dans sa vingt-septième année. Comme le nom de Juvaini l'indique, sa famille était liée au district de Juvain dans le Khorasan. Ce district, connu aujourd'hui sous le nom de Jaghatai, se trouve au nord-ouest de Nishapur dans une vallée entre les montagnes Harda et Jaghatai.
Le chef-lieu était alors Azadvar, un lieu qui a ensuite perdu de son importance mais que l'on retrouve toujours sur les cartes à grande échelle. Yaqut, le célèbre géographe, contemporain de Juvaini, décrit Azadvar, qu'il a visité, comme une petite ville prospère avec des mosquées et un bazar ; à l'extérieur des portes se trouvait un grand caravansérail pour accueillir les marchands.

### Sa famille
C'est ici que l'arrière-grand-père de Juvaini, Baha-ad-Din, avait servi le shah Tekish de Khorazm lorsqu'il était en route pour combattre le sultan Toghril, le dernier des souverains seldjoukides de Perse. Et c'est ici que naquirent les deux célèbres frères, Shams-ad-Din, le vizir des Il-Khans, et Ala ad-Din, l'historien de l'invasion mongole.
La famille dont ils étaient issus était l'une des plus distinguées de Perse. Les Juvainis avaient occupé de hautes fonctions sous les Seldjoukides et les Khorazm-Shahs ; ils prétendaient descendre de Fadl, le fils d'ar-Rabi qui avait succédé aux Barmecides au service de Harun ar-Rashid et qui, à son tour, a retracé son ascendance jusqu'à un affranchi de Uthmans, le troisième calife.
Ils avaient si souvent occupé le poste de sabtihdivan ou ministre des finances que le titre était devenu une sorte de nom de famille ; il était porté par le frère de Juvaini, Shams-ad-Din  qui avait effectivement occupé ce poste, bien qu'il ait été aussi Grand Vizir d'Hülagü et de son fils et premier successeur Abaqa ; et il était porté par Juvaini lui-même, qui était en fait gouverneur de Bagdad.

Parmi les ancêtres de Juvaini, Muntajab-ad-Din Bad, l'oncle maternel de son arrière-grand-père, le Baha-ad-Din déjà mentionné, était secrétaire et favori du sultan Sanjar le Seldjoukide. La manière dont il est intervenu pour sauver la vie du poète Vatvat, dont les vers avaient déplu à Sanjar, est relatée dans les pages de Juvaini. Le grand-père de l'auteur, Shams-ad-Din Muhammad, était au service du malheureux Muhammad Khorazm-Shah, qu'il accompagna dans sa fuite de Balkh à Nishapur.
À la fin de sa vie, le Khorazm-Shah le nomma sahib-divan et il fut confirmé dans cette fonction par le fils de Muhammad, l'aventurier téméraire Jalal-ad-Din, au service duquel il entra après la mort de Muhammad. Il mourut devant Akhlat, sur les rives du lac de Van, dans l'actuelle Turquie orientale, pendant le siège de cette ville par son maître, qui dura, selon l'historien Ibn-al-Athir, du 12 août 1229 au 8 mars 1230.
Nasawi, secrétaire et biographe de Jalal-ad-Din, fut l'exécuteur testamentaire de Shams-ad-Din. Conformément aux souhaits du défunt, il fit transporter sa dépouille à Juvain, sa ville natale, tandis que ses biens furent transmis à ses héritiers par des intermédiaires dignes de confiance.
Cette dernière circonstance montre que son fils, Baha-ad-Din, le père de Juvaini, ne peut pas avoir été avec lui à Akhlat. En fait, nous ne savons rien des activités de Baha-ad-Din ni de l'endroit où il se trouvait jusqu'à environ deux ans après la mort de son père, lorsque nous lisons qu'il était présent à Nishapur dans le Khorasan. Il était alors âgé d'environ 40 ans. Il semble probable qu'il avait vécu tranquillement sur les domaines de la famille à Juvain, à peu de distance de Nishapur dont elle était une dépendance.

#### Les Juvainis face aux Mongols (1230-1236)

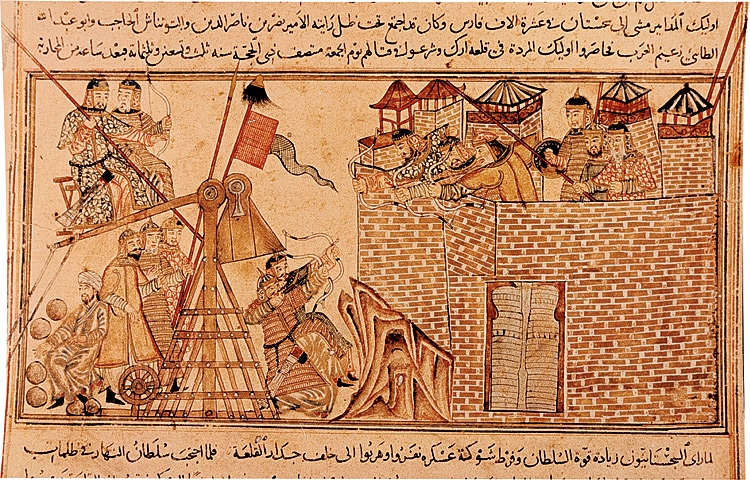
Siège d'une cité par les Mongols

Le Khorasan, qui avait terriblement souffert pendant l'invasion Mongole, était maintenant dans un état de chaos titanesque. La province n'est pas encore complètement soumise et la résistance aux Mongols est encore sporadique. Pour ajouter à la confusion, deux adhérents de Jalal-ad-Din, alors récemment décédé, faisaient des raids dans la région de Nishapur et tuaient les fonctionnaires mongols.
En 1232-1233, Chin-Temür, le nouveau gouverneur du Khorasan et du Mazandaran, a envoyé un officier appelé Kiil-Bolat avec pour instruction d'expulser ou de détruire ces forces. À la nouvelle de son approche, Baha-ad Din et certains des principaux citoyens de Nishapur s'enfuirent à Tus, où ils cherchèrent et trouvèrent refuge auprès de Taj-ad-Din Farizani, qui s'était emparé d'un château au milieu de la ville en ruines.
Pendant ce temps, Kül-Bolat, après avoir repoussé l'ennemi, avait appris l'existence des fugitifs à Tus. Il envoya  Farizani demander leur retour, et Farizani, malgré les assurances qu'il avait données, les livra aussitôt à Kiil-Bolat, « pensant, dit Juvaini, qu'il allait les mettre à mort ».
Si telle était son attente, il fut déçu : Kiil-Bolat les reçut avec tous les honneurs, et Baha-ad-Din fut enrôlé au service des Mongols. Bientôt Chin-Temür le fit sahibdivan et en 1235-6 il accompagna Korgüz, un Turc ouïgour alors adjoint de Chin-Temür, en mission auprès du Grand Khan, Ögedeï, fils et premier successeur de Chingiz-Khan.
Ogedeï le reçoit très favorablement : il lui offre une païza, les tablettes d'autorités de Marco Polo, et un yarligh ou firman confirmant sa nomination comme « sahid-divan des terres ».

#### Les Juvainis au service des Mongols (1236-1253)
Le retour de la mission coïncide avec la mort de Chin Temür, et Korgüz est convoqué en Mongolie pour rendre compte de la situation. C'était un homme intelligent et ambitieux, et il décida de profiter de cette occasion pour faire avancer sa propre cause. « La fortune, dit-il au père de Juvain, avec qui il était manifestement en bons termes, est comme un oiseau. Personne ne sait sur quelle branche elle se posera. Je vais m'efforcer de découvrir ce qui a été préétabli et ce qui est requis par la révolution des cieux. » Il réussira tellement bien sa mission qu'il partira de Qara-Qorum comme le gouverneur virtuel de ses terres de l'Ouest.
En 1239, il est de nouveau en Mongolie pour répondre à certaines accusations portées contre lui ; et pendant son absence, Baha-ad-Din agit comme son adjoint. Il revint de nouveau en triomphe et Baha-ad-Din prépara un grand festin pour l'accueillir.
En 1241, ayant entrepris un troisième voyage vers Qara-Qorum, il fut accueilli en route par la nouvelle de la mort du Grand Khan et retourna au Khorasan. Mais ayant au cours de son voyage contrarié l'un des fonctionnaires de la Maison de Chaghatai, il fut peu après arrêté et emmené à Almaligh près de Kulja dans l'actuel Sinkiang, la résidence de Qara-Hülegü, le petit-fils et successeur de Chaghataï, sur les ordres duquel il fut brutalement mis à mort.
La position de Baha-ad-Din n'a pas été affectée par la chute de son protecteur. Il fut confirmé dans ses fonctions par le successeur de Korgüz, l'émir Arghun, qui, par un décret du régent de l'Empire, la princesse Toregene, veuve d'Ögedeï, fut nommé souverain d'une région qui s'étendait de l'Oxus au Fars et comprenait non seulement le Khorasan et le Mazandaran mais aussi la Géorgie, l'Arménie et une partie de l'Asie Mineure et de la Haute Mésopotamie.
Au cours d'une tournée d'inspection, Arghun avait atteint Tabriz en Azerbaïdjan, lorsqu'il reçut une convocation pour assister au quriltai ou assemblée des princes au cours de laquelle Güyük, le fils d'Ogedeï, fut élu son successeur en tant que Grand Khan (1246) ; et pendant son absence, le père de Juvainis, le Sabib-divan a agi comme son adjoint sur tous ces territoires.
A son retour, chargé d'honneurs par le nouveau Khan, Baha-ad-Din s'avança à sa rencontre jusqu'à Amul dans le Mazandaran, où il prépara un splendide banquet pour saluer son retour, tout comme il l'avait fait pour son prédécesseur Korgüz en une occasion similaire quelque sept ans auparavant.
Avant qu'Arghun ne puisse poursuivre son voyage vers l'Azerbaïdjan, il reçut des nouvelles d'intrigues contre lui dans la capitale mongole, et il décida d'y retourner sans délai. Au cours de ce voyage, il fut accompagné non seulement par Baha-ad-Din mais aussi, à sa demande expresse, par Juvaini lui-même, qui avait alors environ vingt-deux ans. Le groupe avait atteint Taks, l'actuel Jambul au Kazakhstan, lorsqu'ils apprirent la nouvelle de la mort de Güyük, et sur les conseils du général mongol Eljigltei Arghun, ils retournèrent au Khorasan pour organiser l'approvisionnement en nourriture.
Arghun ne reste pas longtemps en Perse. En août ou septembre 1251, il part à nouveau pour l'Orient afin d'être présent au grand quriltaï qui s'était réuni pour élire le nouveau Khan. Dans ce voyage aussi, il est accompagné de Juvaini. Il n'avait pas dépassé Talas lorsqu'il reçut la nouvelle que Möngke avait déjà été élu. C'est le milieu de l'hiver et les grandes quantités de neige rendent le voyage presque impossible. Il continue néanmoins à avancer et atteint finalement Besh-Baligh, l'ancienne capitale ouïgoure, qui correspond à l'actuelle Jimsa, un peu au nord-ouest de Guchen dans le Sinkiang. De là, Arghun envoya un message pour informer le nouveau Khan de son approche, mais le groupe ne parvint à la cour mongole que le 2 mai 1252, c'est-à-dire près d'un an après l'accession de Möngke.
Arghun rendit compte au Khan de la situation économique des terres occidentales et, à la suite des discussions qui suivirent, Möngke institua un certain nombre de réformes dans le système d'imposition. Ces délibérations durent si longtemps que ce n'est qu'en août ou septembre 1253 qu'Arghun prend finalement congé.
C'est au cours de ce long séjour dans la capitale mongole que Juvaini fut persuadé par des amis de commencer à travailler sur une histoire des conquêtes mongoles. Lorsque le groupe prit le chemin du retour, Möngke lui remit un yarligb et une païza confirmant son père dans sa fonction de sahib-divan.

##### La fin de carrière et de vie de son père Baha-ad-Din
Baha-ad-Din était maintenant dans sa soixantième année et après quelque vingt ans au service des Mongols, il souhaitait se retirer dans la vie privée, mais cela ne devait pas se faire. Les réformes fiscales étaient mises en pratique et Baha-ad-Din, accompagné d'un Mongol appelé Naimatai, fut envoyé pour prendre le contrôle de l'Irak perse, c'est-à-dire la Perse centrale, et de Yazd. Il avait atteint le district d'Ispahan lorsqu'il tomba malade et mourut.
C'est peut-être à des administrateurs comme Baha-ad-Din que la Perse doit sa survie à travers tant d'époques troublées. Les dynasties pouvaient s'élever et s'effondrer, mais il y avait toujours des fonctionnaires qui, en coopérant avec le nouveau régime, maintenaient une sorte de continuité dans le gouvernement du pays et le sauvaient de la chute. Les traditions de ses ancêtres sous les Khorazm-Shahs, sous les Seldjoukides avant eux et peut-être aussi sous des dynasties antérieures ont été maintenues par Baha-ad-Din dans une période de transition et, après sa mort, ont été poursuivies par ses fils sous une nouvelle dynastie, celle des Il-Khans mongols de Perse.

### Ata-Malik Juvaini sous les Ilkhanides (1255-1283)

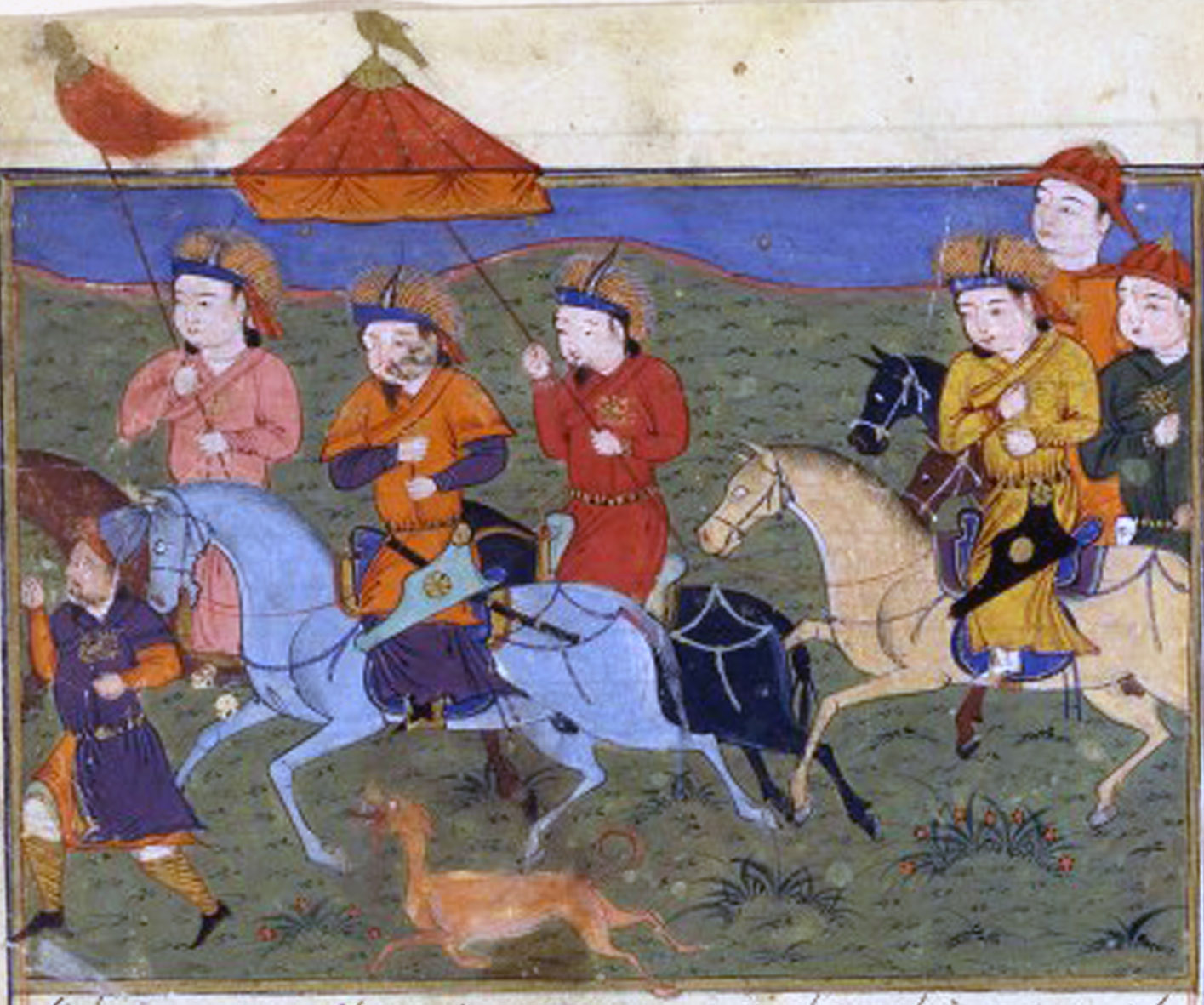
Hülegü en déplacement

Le fondateur de cette dynastie, le prince Hülegü, un frère cadet du Grand Khan, avançait maintenant vers l'ouest à la tête d'une immense armée, son premier objectif étant la destruction des Ismaéliens ou Assassins d'Alamut. À Kish, au sud de Samarqand, célèbre par la suite comme le lieu de naissance de Tamerlan, Juvaini rencontre Arghun en novembre 1255.
Arghun avait de nouveau été victime d'intrigues à la Cour et, avec les encouragements d'Hülegü, il se rendit à Qara-Qorum pour se défendre contre ses accusateurs. Il confie l'administration des terres occidentales, sous Hülegü, à son fils Kerei Malik, à un certain Emir Ahmad et à Juvaini. À partir de là, Juvaini restera au service d'Hülegü et de ses descendants jusqu'à sa mort.

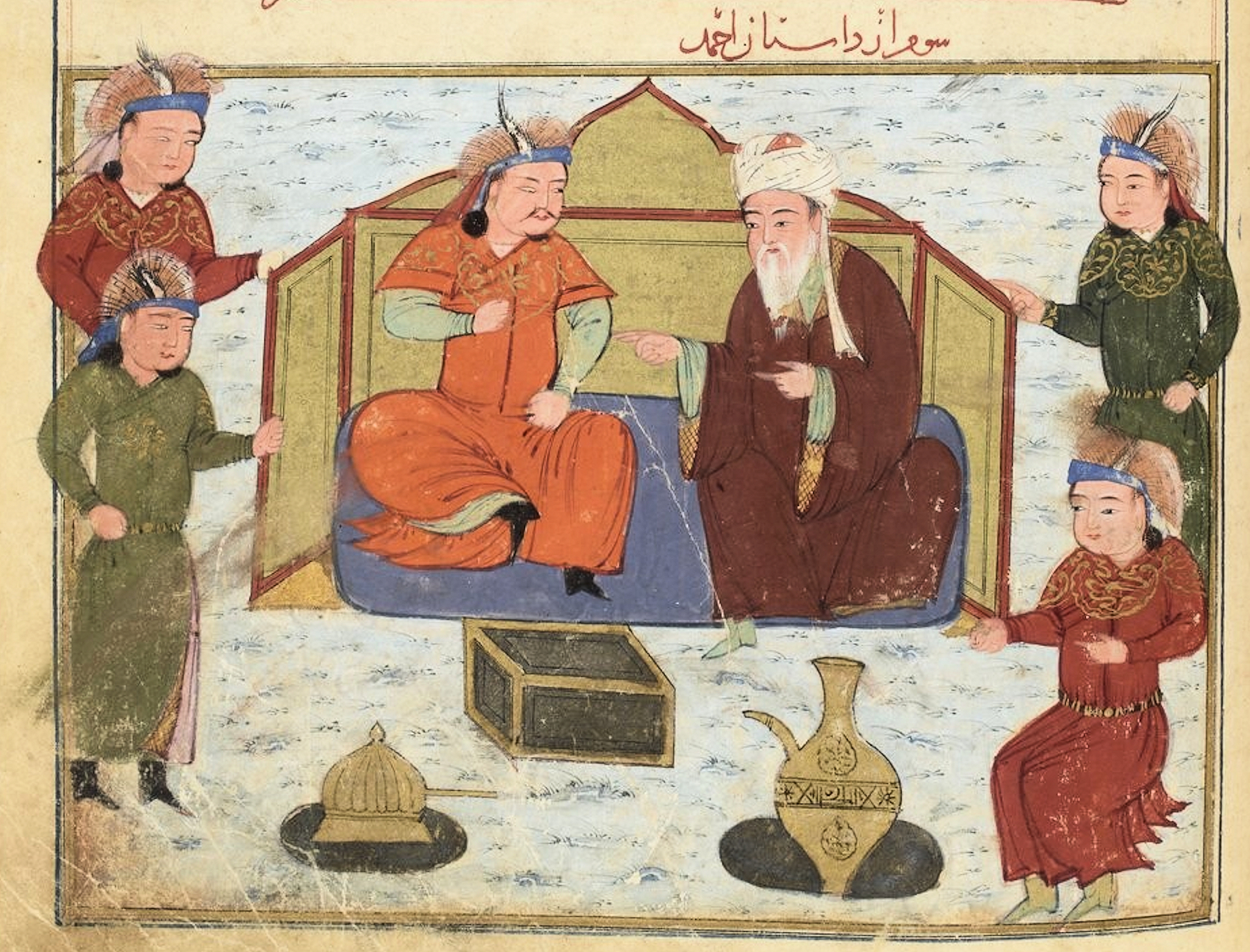
Tegüder et Shams al-Dîn Djuvaynî

Un incident s'était déjà produit qui montrait l'estime dans laquelle il était tenu par le conquérant mongol. Un certain Jamal-ad-Din, qui était partie prenante de l'intrigue contre Arghun, avait remis à Hülegü une liste des fonctionnaires qu'il se proposait d'accuser devant le Grand Khan. Hülegü répondit aussitôt que ces questions relevaient de la compétence d'Arghun. Puis, tombant sur le nom de Juvaini dans la liste, il ajouta : « S'il y a une accusation contre lui, qu'elle soit énoncée en ma présence afin que l'affaire soit examinée ici et maintenant et qu'une décision soit rendue », sur quoi Jamal-ad-Din retira son accusation et se retira dans la confusion. 
La grande armée avait maintenant traversé l'Oxus et marchait à travers le Khorasan, où elle passa par la ville de Khabushan (l'actuelle Quchan), « qui était restée abandonnée et en ruines depuis la première incursion de l'armée mongole jusqu'à cette année-là, ses bâtiments étaient désolés et les qanats sans eau, et aucun mur n'était encore debout, sauf ceux de la mosquée du vendredi ». « Ayant observé l'intérêt et le plaisir du Roi à restaurer les ruines », Juvaini attira son attention sur le cas de Khabushan :  « Il écouta mes paroles et publia un yarligb pour la réparation des qanats, l'édification de bâtiments, l'établissement d'un bazar, l'allègement du sort des gens et leur rassemblement dans la ville. Toutes les dépenses de reconstruction furent financées par le trésor public, de sorte qu'aucune charge ne fut imposée au peuple ».

#### La destruction d'Alamut et la conquête de Bagdad  (1256-1258)

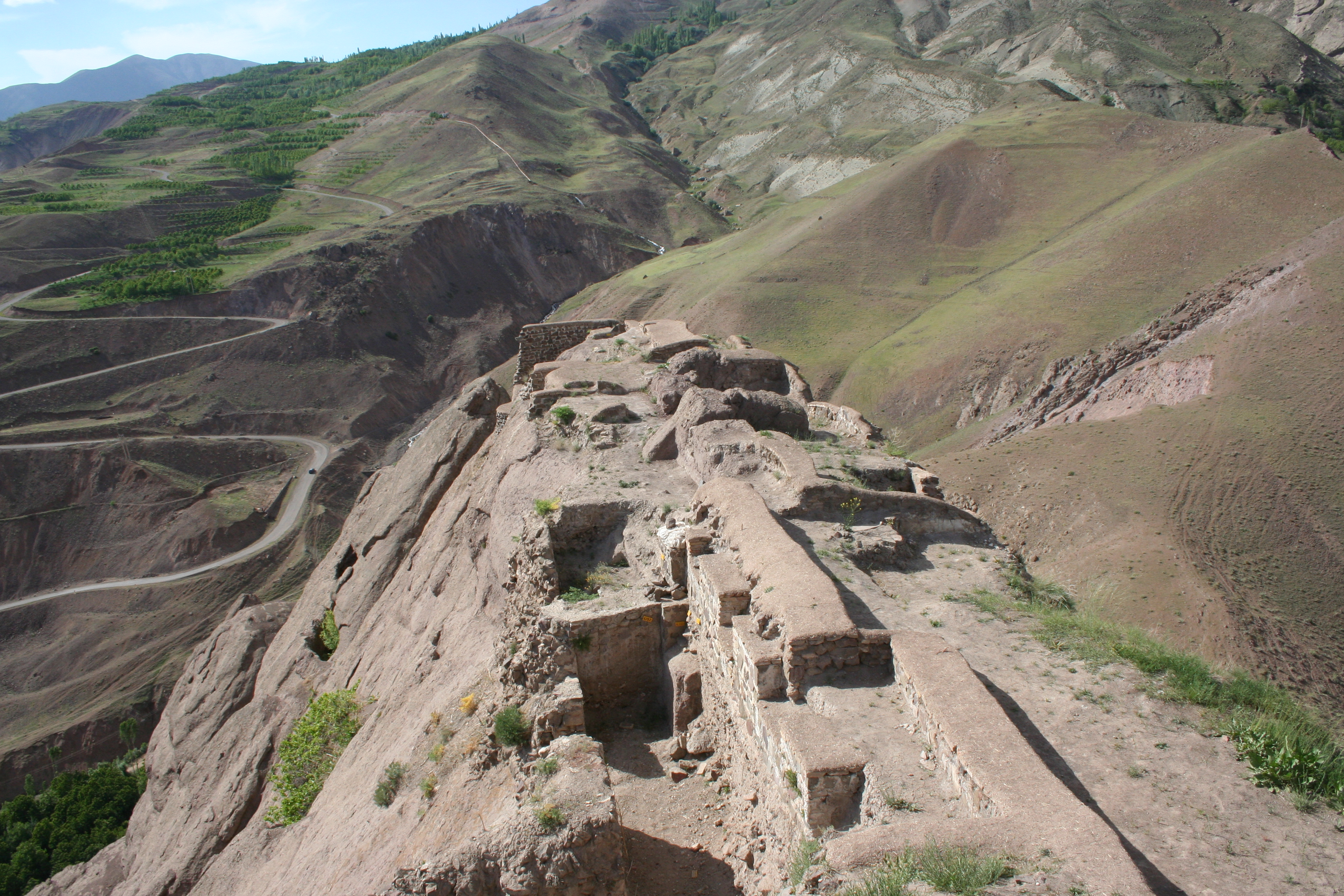
Ruine du château d'Alamut

A la fin de l'automne 1256, les Mongols convergeaient de toutes parts vers les bastions des Assassins à Alamut, « le Nid d'Aigle », au nord-est de Qazvin. Rukn-ad-Din, le dernier successeur du redoutable Hasan-i-Sabbah, avait joué la montre dans l'espoir que les neiges de l'hiver viendraient à son secours et rendraient un siège impraticable ; mais le temps est resté anormalement doux et, à la mi-novembre, il a décidé de se rendre.
À cette fin, il demande un yarligb lui accordant un sauf-conduit et celui-ci est rédigé par Juvaini, qui doit également avoir pris part aux négociations. C'est également Juvaini qui a composé le fat-nama ou proclamation de victoire annonçant la défaite finale et l'extirpation des Assassins. Il raconte également comment, avec la permission d'Hülegü, il a examiné la célèbre bibliothèque d'Alamut, dans laquelle il a choisi plusieurs  « livres de choix » tout en confiant aux flammes ceux « qui se rapportaient à leur hérésie et à leur erreur et qui n'étaient ni fondés sur tradition ni soutenus par la raison ». De ces derniers ouvrages, cependant, il a heureusement conservé une autobiographie de Hasan-i-Sabbah, dont il cite de larges extraits dans le troisième volume de son histoire.

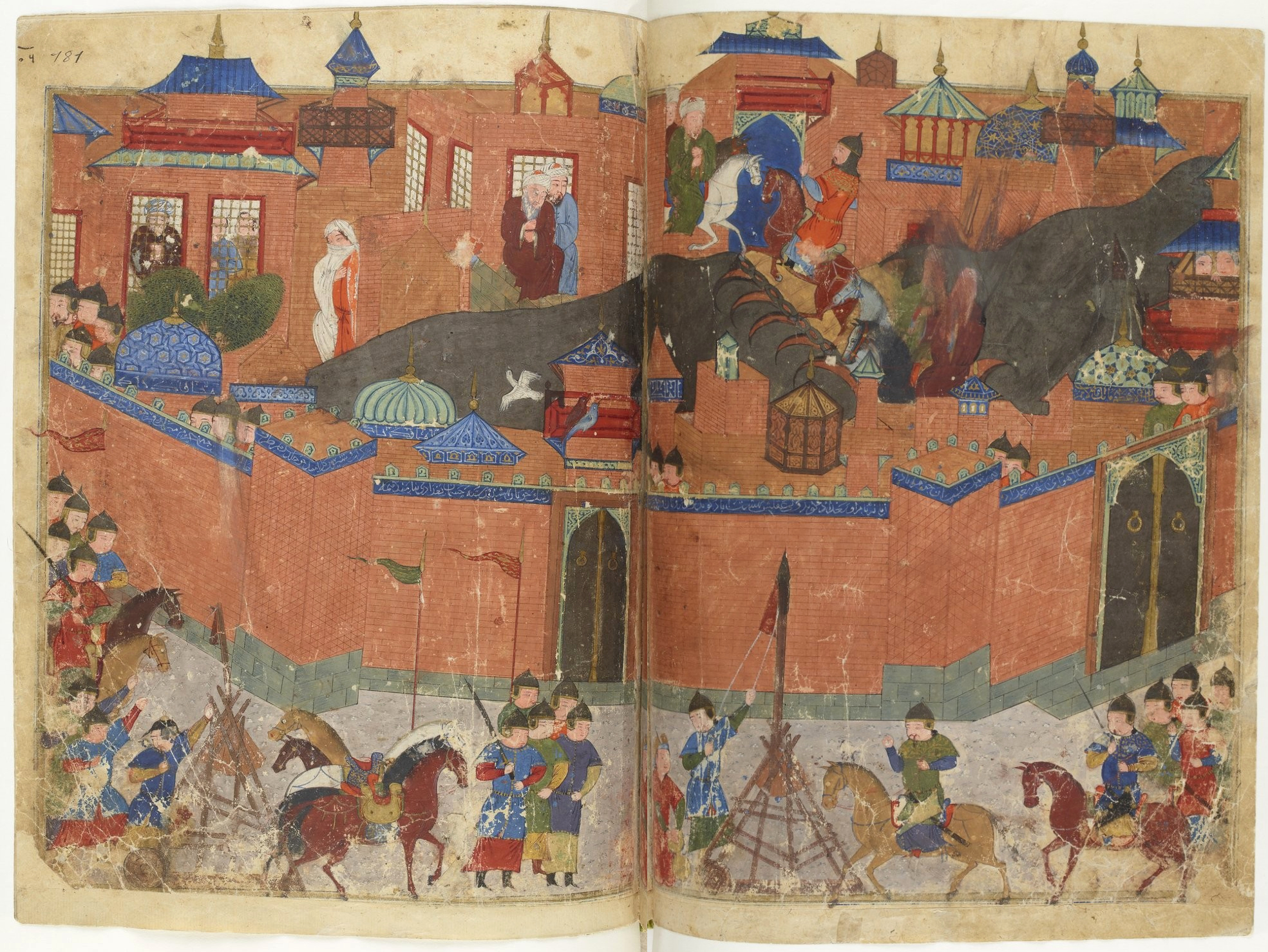
Enluminure représentant le Siège de Bagadad par les Mongols en 1258

La destruction d'Alamut accomplie, Hülegü se tourne vers son second objectif, la conquête de Bagdad et le renversement du califat abbasside en 1258. Comment Alau, « le grand seigneur des Tartares/ a capturé la ville de Baudac et a fait mourir de faim le calife dans une tour, toute pleine d'or, d'argent et d'autres trésors » peut être lu dans les pages de Marco Polo. En fait, le calife a probablement été enveloppé dans un tapis et battu à mort à coups de massue, comme le faisaient les Mongols dans l'exécution de leurs propres princes. Cependant, la version de Marco Polo de l'entrevue préliminaire entre Hülegü et le calife est très proche du récit donné par le célèbre philosophe perse Nasir-ad-Din Tusi, qui avait été au service des Assassins et qui accompagnait désormais Hülegü à Bagdad.
Juvaini avait lui aussi accompagné le conquérant et, un an plus tard, en 1259, celui-ci le nomma gouverneur de tous les territoires qui avaient été directement détenus par les califes, c'est-à-dire Bagdad même, l'Irak arabe ou la Basse Mésopotamie et le Khouzistan.

#### La mort d'Hülegü et les carrières des Juvainis
Hülegü mourut en 1265 mais, sous son fils Abaqa, Juvaini conserva son poste, bien qu'il fût nominalement adjoint au Mongol Sughunchaq. Pendant plus de vingt ans, il continua à administrer cette grande province et, durant cette période, il fit beaucoup pour améliorer le sort de la paysannerie.
Il fit creuser un canal depuis Anbar sur l'Euphrate jusqu'à Kufa et la ville sainte de Najaf et fonda 150 villages sur ses rives ; on disait, avec une certaine exagération, qu'il avait rendu au pays une plus grande prospérité que celle dont il avait bénéficié sous les califes. Ni Juvaini lui-même, ni son frère Shams-ad-Din, qui réunissait en sa personne les postes de Grand Vizir et de sahib-divan, ne furent sans ennemis, et pendant leur long mandat, il y eut plusieurs tentatives pour entériner leur ruine.

##### Les intrigues contre les Juvainis
Cependant, les intrigues de ce genre avaient laissé les frères relativement indemnes jusqu'aux dernières années du règne d'Abaqa lorsqu'un certain Majd-al Mulk, à l'origine un protégé des Juvainis, réussit à gagner l'oreille, d'abord d'Arghun, le fils d'Abaqa, puis d'Abaqa lui-même et porta contre Shams-ad-Din les accusations habituelles d'être de mèche avec les ennemis les plus redoutables des Mongols, les sultans mamelouks d'Égypte, et d'avoir détourné d'importantes sommes du Trésor.
Shams-ad-Din réussit à apaiser les soupçons de l'Il-Khan, et se trouvant à l'abri de toute attaque, Majd-al-Mulk tourna son attention vers son frère. Il persuade Abaqa que Juvaini, pendant son règne à Bagdad, a mal utilisé les fonds du Trésor et ce serait approprié l'énorme somme de 2.500.000 dinars, cet argent étant enterré dans sa maison.

###### Deux intrigues particulièrement lourdes de conséquences pour Ata-Malik-Juvaini (1281-1282)
(1) En octobre 1281, Abaqa était en expédition de chasse en Haute Mésopotamie avec l'intention de rejoindre ses quartiers d'hiver à Bagdad ; et Juvaini fut envoyé à l'avance pour organiser le logement et l'intendance. A peine était-il hors de vue que le Majd-al~Mulk répéta l'ancienne accusation, et que l'Ilkhan envoya aussitôt certains de ses émirs pour suivre Juvaini et enquêter sur la question. Ils le rattrapèrent à Takrit et l'informèrent des ordres d'Abaqa. 
« J'ai compris », dit Juvaini, « que l'affaire était sérieuse, que les déclarations de personnes préjugées avaient produit une profonde impression sur l'esprit du roi, et que la demande de ces "résidus" n'était qu'un prétexte pour obtenir l'argent qu'ils avaient l'intention de me prendre, argent avec lequel, comme ils le croyaient en vain, les réservoirs d'eau de ma maison étaient remplis. Pour être bref, j'ai accompagné les commissaires de Takrit à Bagdad, où je leur ai remis tout ce qui se trouvait dans ma maison et mon trésor, or et argent, les pierres précieuses Il a ensuite fait une déclaration écrite selon laquelle si, par la suite, on trouvait en sa possession ne serait-ce qu'un dirbam, il s'engageait à respecter les règles de la loi, serait tenu pour responsable et puni ».
Apprenant sa situation difficile, son frère Shams-ad-Din, qui était au service de l'IlKhan, se rendit immédiatement à Bagdad, recueillit dans ses maisons et celles de ses enfants tout l'or et l'argenterie qu'il pouvait trouver, emprunta ce qu'il pouvait à l'époque des personnes importantes et offrit toutes ces richesses à Abaqa, qui approchait maintenant de Bagdad, dans l'espoir de l'apaiser. Tout cela n'a servi à rien : Juvaini a été enfermé dans sa maison pendant que les fonctionnaires mongols cherchaient l'argent qu'il était censé avoir enterré, torturant ses serviteurs et déterrant les tombes de ses enfants et de ses proches.
Ne trouvant rien, ils transfèrent Juvaini au Qasr Musanna pour qu'il y languisse comme prisonnier pendant qu'ils retournent faire leur rapport à Abaqa. Cependant, certains princes et princesses mongols, dont l'épouse préférée d'Abaqa, interviennent en faveur de Juvaini, et finalement, le 17 décembre 1281, l'IlKhan est persuadé d'ordonner sa libération.

(2) Cette tentative ayant échoué, le Majd-al-Mulk fait accuser Juvaini d'entretenir une correspondance avec les Mamelouks d'Egypte, et en mars 1282, il part de Bagdad pour Hamadan, en compagnie des commissaires de l'Il-Khan, afin de répondre à cette accusation devant ses accusateurs. Le 1er avril, alors que le groupe vient de franchir le col d'Asadabad, près de Hamadan, il est accueilli par certains courtisans d'Abaqa qui lui annoncent que le Il-Khan, enfin convaincu de l'innocence de Juvaini, l'a rétabli dans ses droits et a libéré ses agents.
En arrivant à Hamadan, cependant, Juvaini apprit qu'Abaqa venait de mourir ; dans ces nouvelles circonstances, il fut décidé de le garder en détention. Cette réclusion ne dura pas longtemps, car on apprit bientôt que Tegüder, le frère d'Abaqa, converti à l'Islam et connu sous le nom musulman d'Ahmad (c'est l'Acomat Soldan de Marco Polo), avait succédé au trône et que l'un de ses premiers actes avait été d'ordonner la libération de Juvaini.
Le nouveau souverain se trouvait alors en Arménie. Juvaini le rejoint et l'accompagne ensuite au quriltaï qui se tient dans les pâturages d'Ala-Taq, au nord-est du lac de Van, près de la source de l'Euphrate oriental. Les nouveaux gouverneurs y sont nommés dans leurs différentes provinces et Juvaini récupère son ancien poste de gouverneur de Bagdad. Tegüder, informé des activités de Majd-al-Mulk et de ses associés, ordonne une enquête. Majd-al-Mulk est reconnu coupable et condamné à mort, mais avant que la sentence ne soit exécutée, il fut saisi et lynché par un groupe de musulmans et de mongols qui « se jetèrent sur lui, se blessant même les uns les autres dans leur lutte pour l'atteindre, le déchirèrent et le découpèrent en morceaux, et même rôti et mangé des morceaux de sa chair ».

### Fin de carrière et de vie
Ce récit de son propre triomphe et de la déconfiture de son ennemi conclut le deuxième des deux traités dans lesquels Juvaini a décrit les diverses intrigues contre lui et son frère. Sa propre fin était maintenant proche. Il y avait une hostilité ouverte entre le nouveau souverain et son neveu Arghun ; et parce que les Juvaini avaient la faveur de son oncle et aussi parce qu'il partageait la croyance répandue que Shams-ad-Din avait empoisonné son père Abaqa, Arghun était déterminé à provoquer leur ruine. Il se rendit à Bagdad pour relancer la vieille accusation de détournement de fonds contre Juvaini et commença à arrêter ses agents et à les soumettre à la torture.
Un de ces hommes étant mort récemment, il fit exhumer son corps et le jeta sur la route. En recevant la nouvelle de cette barbarie, Juvaini, selon un récit, fut saisi d'un violent mal de tête dont il mourut peu après. Selon Dhahabi, cependant, sa mort était due à une chute de son cheval.
Quelle qu'en soit la cause, il mourut à Mughan ou Arran le 5 mars 1283, âgé d'environ cinquante-sept ans, et fut enterré à Tabriz. Sa mort ne se serait en tout cas pas fait attendre. L'année suivante, Arghun détrôna son oncle et lui succéda ; il ordonna l'exécution de Shams-ad-Din et de ses quatre fils et bientôt la famille Juvaini fut pratiquement anéantie.

## Son oeuvre: "The History of The World Conqueror"
L'Histoire du conquérant du monde a été commencée à Qara-Qorum en 1252 ou 1253 ; et Juvaini y travaillait encore en 1260, alors qu'il venait d'être nommé gouverneur de Bagdad. Cette année-là ou peu après, il dut renoncer à poursuivre son histoire, car il n'y a aucune référence à des événements postérieurs à cette date alors qu'il venait d'être nommé gouverneur de Bagdad.

Nous disposons du témoignage de Juvaini lui-même sur les conditions dans lesquelles une grande partie de son œuvre a été écrite. Ces conditions ont laissé des traces dans l'histoire (les dates sont parfois omises ou mal indiquées, et l'auteur se contredit parfois). De telles fautes sont compréhensibles dans un ouvrage non révisé ; elles sont encore plus compréhensibles dans un ouvrage dont il est prouvé qu'il n'a jamais été achevé.
Commentant la conquête du Khorasan par les Mongols, il s'exprime dans les termes suivants :

"Et quand bien même il y aurait un homme	libre de préoccupations qui pourrait consacrer toute sa vie à	l'étude et à la recherche et toute son attention à	l'enregistrement des événements, il ne pourrait pas dans une	longue période de temps s'acquitter du récit d'un seul district.	Combien plus cela dépasse-t-il les pouvoirs de l'écrivain actuel	qui, malgré son inclination, n'a pas un seul moment pour l'étude,	sauf quand, au cours de voyages lointains, il glisse une heure ou	deux, quand la caravane s'arrête, et écrit ces histoires !".	(I, 118 ; i, 152)
Son travail, pour citer Barthold, "n'a pas encore été évalué à ses déserts"[C'est-à-dire ?], et en Occident, au moins, Juvaini a été éclipsé par le dernier Rashid-ad-Din, dont des parties considérables de l'énorme compilation/encyclopédie historique, telle qu'aucun peuple, ni en Asie ni en Europe ne possédait au Moyen Âge, sont depuis longtemps disponibles dans des traductions européennes. Rashid-ad-Din a pu puiser dans des sources mongoles inaccessibles à Juvaini ; son récit des débuts de la vie de Chingiz-Khan, qui a été publié en anglais, est infiniment plus complet et plus détaillé que celui de l'historien précédent.
D'autre part, Juvaini a vécu beaucoup plus près des événements qu'il décrit, et une grande partie de son récit de l'invasion doit être basé sur les rapports de témoins oculaires. Pour l'histoire de la Perse l'invasion et l'expédition de Hülegü, il a pu s'appuyer sur les souvenirs de son père et sur ses propres souvenirs ; et à la fin, il est devenu, comme nous l'avons vu, un participant lui-même aux événements. Il est important de noter que Rashid-ad-Din, en traitant de l'histoire de cette période, se contente généralement de suivre son prédécesseur presque mot pour mot.
La plupart de ses informations concernant les Turcs et les Mongols ont dû être recueillies à la cour des princes mongols et au cours de ses voyages sur place, et l'exactitude de ses données peut être vérifiée par comparaison non seulement avec Rashid-ad-Din mais également avec les travaux de voyageurs occidentaux tels que Jean de Plan Carpin, Rubruck et Marco Polo, ainsi qu'avec les données chinoises et les sources mongoles autochtones.
L'histoire du conquérant du monde est immédiatement devenu la grande autorité sur les invasions mongoles et a été librement utilisée par les historiens contemporains et ultérieurs, arabes et persans. Dans la traduction latine de Barhebraeus par Pococke (Oxford,1663), des parties de Juvaini sont devenues accessibles, de seconde main, aux érudits occidentaux. Son œuvre a été publiée au XIXe siècle par le  baron d'Ohsson sous le titres Histoire des Mongols depuis Tctinguis-Kban jusqu'à Timour Bey ou Tamerlan (1e édition 1824, 2e édition 1834-5), ouvrage qui fournit encore la meilleure source, et certainement la plus lisible, de toute la période mongole, quoique D'Ohsson fut malheureusement obligé de travailler sur un manuscrit indifférent, l'unique manuscrit alors en possession de la Bibliothèque Royale (aujourd'hui la Bibliothèque nationale).
Après d'Ohsson, Barthold est le seul historien qui, dans son Turkestan, a fait un large usage de l'œuvre de Juvaini dans sa version originale, mais ne s'intéressant qu'aux événements qui ont abouti à l'invasion proprement dite. Il n'aborde pas l'histoire de l'empire mongole sous Chingiz-Khan et ses successeurs. Dans l'édition anglaise de son ouvrage, il a pu consulter les deux premiers volumes de l'édition monumentale du texte persan de Qazvini, mais ce n'est qu'après la publication du tome III en 1937 que l'ensemble du Juvaini est devenu accessible aux orientalistes. Il est maintenant présenté, dans une traduction anglaise, à un cercle plus large de lecteurs.
Beaucoup de choses sont inévitablement perdue dans la traduction. Contrairement au dernier Rashid-ad-Din, dont le langage est clair et simple à l'extrême, Juvaini était un maître de ce qui était déjà le style traditionnel de la prose persane. Le texte est entrecoupé de citations de poètes arabes et persans, de vers de l'auteur et de passages du Coran.
Les chapitres commencent et se terminent ou sont interrompus en plein milieu par des réflexions sur des sujets tels que la vanité des désirs humains ou l'inexorabilité du destin. Cependant, Juvaini était un homme de goût ; il maîtrisait sa rhétorique et pouvait, dans une certaine mesure, faire preuve d'un grand talent lorsque l'occasion l'exigeait, comme pour raconter son histoire dans le langage le plus simple et le plus direct.
En cela, il différait de son admirateur et continuateur Wassaf, qui a été décrit comme étant "d'un style si orné que l'on ne voit pas la forêt pour les arbres". Dans Juvaini, d'autre part, il y a souvent un point dissimulé même dans ce qui semble être un simple ornement. En citant, par exemple, de la Shanama ou "Livre des Rois", l'épopée nationale, il a pu exprimer des sentiments qu'il aurait été impossible d'exprimer ouvertement.